# قنجر أنقليسي
قنجر أنقليسي (الاسم العلمي: Conger verreauxi) (بالإنجليزية: Conger eel)‏ هو نوع من الأسماك يتبع جنس القنجر من الفصيلة القنجرية.